# JJ van der Mescht

a Compétitions nationales et continentales officielles uniquement.

b Matchs officiels uniquement.
Dernière mise à jour le 17 juillet 2021.
Juan John van der Mescht, né le  4 mai 1999 à Pretoria (Afrique du Sud), est un joueur sud-africain de rugby à XV. Il joue avec le Stade français en Top 14. Il évolue aux postes de 2e ligne ou flanker.

## Biographie

### Carrière en club
Passé par l'académie des Sharks où il y impressionne notamment l'entraîneur de l'équipe de Super Rugby, Robert du Preez (en), il lui donnera l'occasion de débuter à 19 ans contre les Lions le 5 avril 2019, après avoir déjà passé 2 années avec les Natal Sharks.
Le 16 juillet 2021, alors qu'il s'est imposé comme un titulaire régulier avec les Sharks, il rejoint le Stade français en Top 14 sous les ordres de Gonzalo Quesada,.

### Carrière en sélection
Il est international junior avec l'Afrique du Sud, notamment lors de la Coupe du monde 2019, où il effectue des performances remarquées.